# Urbano Tosetti
Urbano Tosetti, né à Florence le 29 juin 1714 et mort à Rome le 9 mars 1768, est un philosophe et théologien italien.

## Biographie
Né à Florence et élevé chez les jésuites, il embrassa l’Ordre des frères des écoles pies et vécut à Rome sous les pontificats de Benoît XIV et de Clément XIII. Il y professait la philosophie lorsque les affaires de la Compagnie de Jésus en Portugal le jetèrent dans la polémique, et on le vit parmi les plus violents adversaires des jésuites. Il venait de recevoir la nomination de recteur au collège de Parme, lorsqu’il mourut à Rome le 9 mars 1768.

## Œuvres
Son principal ouvrage est intitulé De societate mentis et corporis dissertatio psycologico-physica, Rome, 1754, in-8°. L’auteur soutient qu’il faut accorder à l’âme quelque étendue : « Parce qu’exerçant une action quelconque sur le corps, elle doit nécessairement se trouver présente dans cette partie du cerveau où aboutissent les nerfs. Quelque imperceptible que soit ce point, c’est toujours un espace physique qui suppose de l’étendue dans l’âme. » Cet argument n’était pas nouveau : il fut combattu dans l’ouvrage de Isidoro Bacchetti intitulé In locum quemdam disputationis de societate mentis et corporis animadversiones, ibid., 1755, in-8°.